# Le Tumulte des sentiments (film, 1959)
Pour le téléfilm, voir Le Tumulte des sentiments (téléfilm).
Pour plus de détails, voir Fiche technique et Distribution.
Le Tumulte des sentiments (Flor de mayo) est un film dramatique mexicain réalisé par Roberto Gavaldón et sorti en 1959. 
Le film a été présenté au 9e Festival international du film de Berlin.

## Fiche technique
- Titre : Le Tumulte des sentiments
- Titre original : Flor de mayo
- Réalisation : Roberto Gavaldón
- Scénario : Libertad Blasco Ibáñez,  Edwin Blum, d'après un roman de Vicente Blasco Ibáñez
- Photographie : Gabriel Figueroa
- Montage : Gloria Schoemann
- Musique : Gustavo César Carrión
- Pays d'origine : Mexique
- Langue originale : espagnol
- Genre : drame
- Durée : 114 minutes
- Dates de sortie :
  - Allemagne de l'Ouest : Juin 1959 (Berlin International Film Festival)
  - Mexique : 9 juillet 1959

## Distribution
- María Félix : Magdalena Gamboa
- Jack Palance : Jim Gatsby
- Pedro Armendáriz : Pepe Gamboa
- Juan Múzquiz : Pepito (comme Juanito Múzquiz)
- Carlos Montalbán : Nacho
- Paul Stewart : Pendergrest
- Jorge Martínez de Hoyos : Rafael Ortega
- Emma Roldán : Carmela
- Domingo Soler : Sacerdote
- Humberto Almazán :
- Agustín Fernández :
- Enrique Lucero (es) :
- Pedro Galván :
- Alberto Pedret :
- José Torvay :
- Lupe Carriles : femme à la veillée funèbre (non créditée)